# James Town
James Town è un census-designated place degli Stati Uniti d'America, situato nella Contea di Sweetwater nello stato del Wyoming. Nel censimento del 2000 la popolazione era di 552 abitanti.

## Geografia fisica
Secondo i rilevamenti dell'United States Census Bureau, la località di James Town si estende su una superficie di 22,2 km², dei quali 21,7 km² sono occupati da terre, mentre 0,5 km² sono occupati da acque.

## Popolazione
Secondo il censimento del 2000, a James Town vivevano 552 persone, ed erano presenti 162 gruppi familiari. La densità di popolazione era di 25,5 ab./km². Nel territorio comunale si trovavano 221 unità edificate. Per quanto riguarda la composizione etnica degli abitanti, il 95,29% era bianco, lo 0,36% era afroamericano, lo 0,36% era nativo, l'1,09% apparteneva ad altre razze e il 2,90% a due o più. La popolazione di ogni razza ispanica corrispondeva al 6,52% degli abitanti.
Per quanto riguarda la suddivisione della popolazione in fasce d'età, il 25,2% era al di sotto dei 18, l'8,7% fra i 18 e i 24, il 25,9% fra i 25 e i 44, il 31,7% fra i 45 e i 64, mentre infine l'8,5% era al di sopra dei 65 anni di età. L'età media della popolazione era di 40 anni. Per ogni 100 donne residenti vivevano 109,1 uomini.